# Долгий путь к свободе (фильм)
«Долгий путь к свободе» или «Долгая дорога к свободе» (англ. Mandela: Long Walk to Freedom) — британско-южноафриканский биографический фильм режиссёра Джастина Чедвика, основанный на одноимённой автобиографической книге Нельсона Манделы, опубликованной в 1995 году. Премьера фильма состоялась 7 сентября 2013 года на Международном кинофестивале в Торонто.

## Описание
Фильм основан на одноимённой автобиографии Нельсона Манделы, в которой рассказывается о его ранней жизни, достижении совершеннолетия, борьбе с режимом апартеида и 27 годах, проведённых в тюрьме, прежде чем стать первым демократически избранным президентом Южно-Африканской Республики.

## В ролях
- Идрис Эльба — Нельсон Мандела
- Наоми Харрис — Винни Мадикизела
- Тони Кгороге[англ.] — Уолтер Сисулу
- Риаад Мооса[англ.] — Ахмед Катхрада
- Золани Мкива — Раймонд Мхлаба
- Симо Могваза — Эндрю Млангени
- Фана Мокоэна[англ.] — Гован Мбеки
- Тапело Мокоэна[англ.] — Элиас Мотсоаледи
- Джэми Бартлетт[англ.] — Джеймс Грегори
- Деон Лотз — Коби Кутзее
- Терри Фето[англ.] — Эвелин Масе

## Награды и номинации
«Оскар»-2014
- Номинация за лучшую песню к фильму — Ordinary Love — музыка: Боно, Эдж, Адам Клейтон, Ларри Маллен мл., слова: Боно (U2)

«Золотой глобус»-2014
- Номинация за лучшую мужскую роль в драматическом фильме — Идрис Эльба
- Номинация за лучшую музыку к фильму — Алекс Хеффес
- Награда за лучшую песню — Ordinary Love — музыка: Боно, Эдж, Адам Клейтон, Ларри Маллен мл. (U2) и Danger Mouse, слова: Боно

BAFTA-2014
- Номинация за лучший британский фильм — Джастин Чадвик, Ананд Сингх, Дэвид М. Томпсон, Уильям Николсон

Critics' Choice Movie Awards-2014
- Номинация за лучшую песню — Ordinary Love (U2)